# Cyrillus Johansson
Laurentius Cyrillus Johansson, född den 9 juli 1884 i Gävle, död den 20 maj 1959 på Lidingö, var en svensk arkitekt. Han var far till inredningsarkitekten Ann-Marie Lagercrantz.

## Biografi

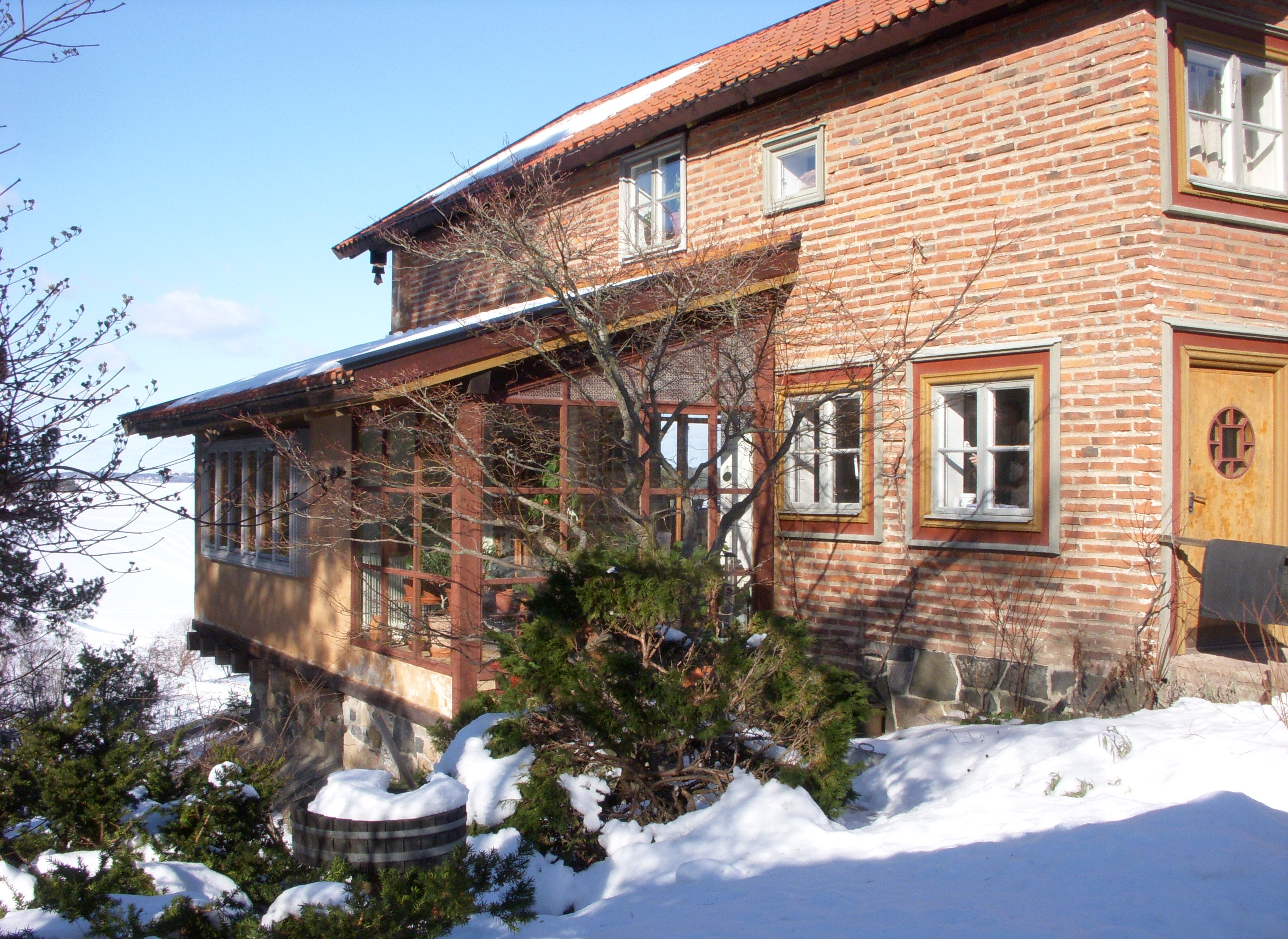
Cyrillus Johansson egen bostad "Villa Arken" på Lidingö.

Cyrillus Johansson avlade examen vid Chalmers tekniska läroanstalt i Göteborg 1905 och tre år senare vid Konstakademien i Stockholm. Därefter startade han sitt arkitektkontor och undervisade samtidigt i stadsplanering vid Konsthögskolan. Han ägnade sig även åt stadsbyggande och stadsplanefrågor, och var mellan 1917 och 1940 i perioder verksam som stadsarkitekt i Södertälje, Ludvika, Linköping och Vaxholm.
Johansson följde tidigt den av Nordtyskland präglade tegelarkitekturen vid sekelskiftet 1900 och höll fast vid denna stil in på 1950-talet, och tog sålunda avstånd från tjugotalsklassicism och den senare funktionalismen. Tegelarkitekturen inspirerades senare av 1920-talets tyska och holländska tegelexpressionism och uppvisar inte sällan kinesiska inslag som svängda takfall. Hit hör arbeten som Vattentornet i Vaxholm (1923), tjänstemannamäss 1919 åt Forsbacka Jernverk Forsbacka Wärdshus där signumet med små spröjsade fönster och pagodtaket finns med, Centrumhuset i Stockholm i hörnet av Sveavägen-Kungsgatan (1929–1931), samt Villa Wikström och Villa Bonde (båda 1924) – två av villorna i Diplomatstaden i Stockholm – men även Värmlands Museum (1926–1928) i Karlstad som med sitt svängda pagodtak för tanken till kinesisk byggnadskonst. Ytterligare ett exempel på detta är Tobaksmonopolets hus i rött tegel på Hultmans holme vid Gullbergskajen i Göteborg. Byggnaden uppfördes 1928–29 i en kinesiserande stil med utsvängt koppartak.
Till Johanssons verk hör även industriprojekt som Årstabron (1923–1924) i Stockholm och huvudlager för Vin- & Spritcentralen (1920) i Stockholm. Vidare kan nämnas kyrkobyggnader som Björneborgs kyrka i Värmland, Nikkaluokta kapell utanför Kiruna och Essinge kyrka i Stockholm (1959), som kom att bli det sista fullbordade verket. Johansson stod även som arkitekt för stora delar av brukssamhället Sörforsa i Hälsingland, varav en del byggnader finns bevarade samt Fagersta Bruks ABs huvudkontor, arbetarbostäder i Mackmyra och Hofors samt kontor och arbetarbostäder vid Svanö, Sandviken, Bollstabruk, Utansjö och Forsse i Ångermanland samt kyrkskolan i Järbo i Gästrikland (1927).
Cyrillus Johansson var Ludvikas stadsarkitekt åren 1931–1941. Som sådan ritade han även några byggnader i staden, bland dem Ludvika stadshus (klart 1934), affärs- och bostadshus Storgatan 30 (klart 1936), Sagahuset (klart 1939) och Ludvika järnvägsstation (klart 1939). Han framlade även ett förslag till en planskild korsning mellan järnvägen och Grangärdevägen vid Ludvika bruk/Hammarbacken. Förslaget realiserades dock aldrig.
Sin egen bostad, Villa Arken, ritade han under åren 1926–1936 på norra Lidingö. År 1926 förvärvade Johansson sluttningstomten med utsikt över Askrikefjärden. Till en början uppförde han 1930 ett fritidshus, vilket 1936 byggdes ut till permanentbostad i en blandning av nationalromantik och tjugotalsklassicism. Villan består av olika byggnadskroppar med fasadbehandling i rött tegel och beigefärgad puts. Han gestaltade sin trädgård med mycket omsorg, där han såg vägen från grinden upp till huset som en metafor för vandringen genom livet. Han är begravd på Lidingö kyrkogård.

## Bilder, verk i urval

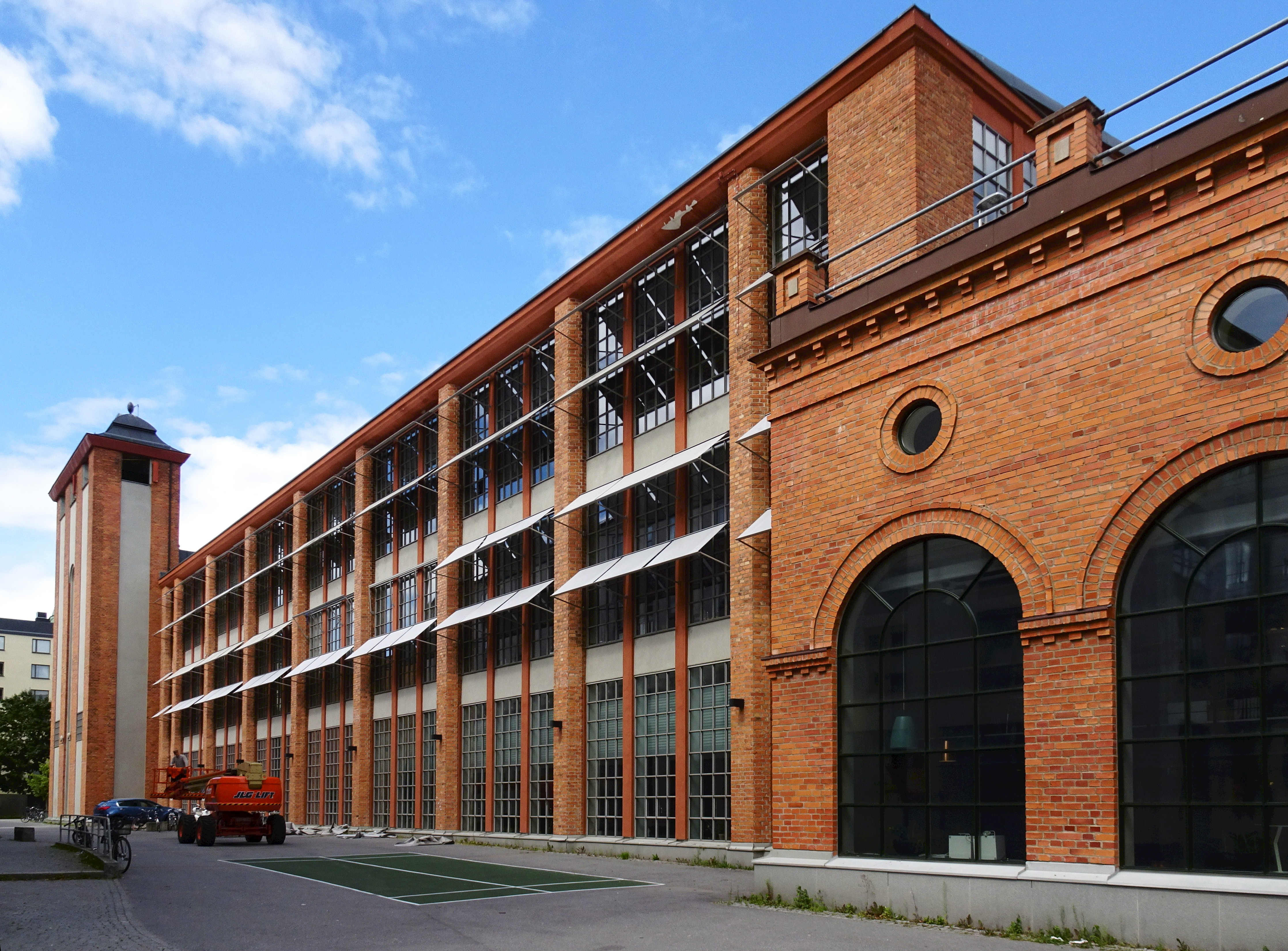
Stockholms Bomullsspinneri- och Väfveri AB, 1917
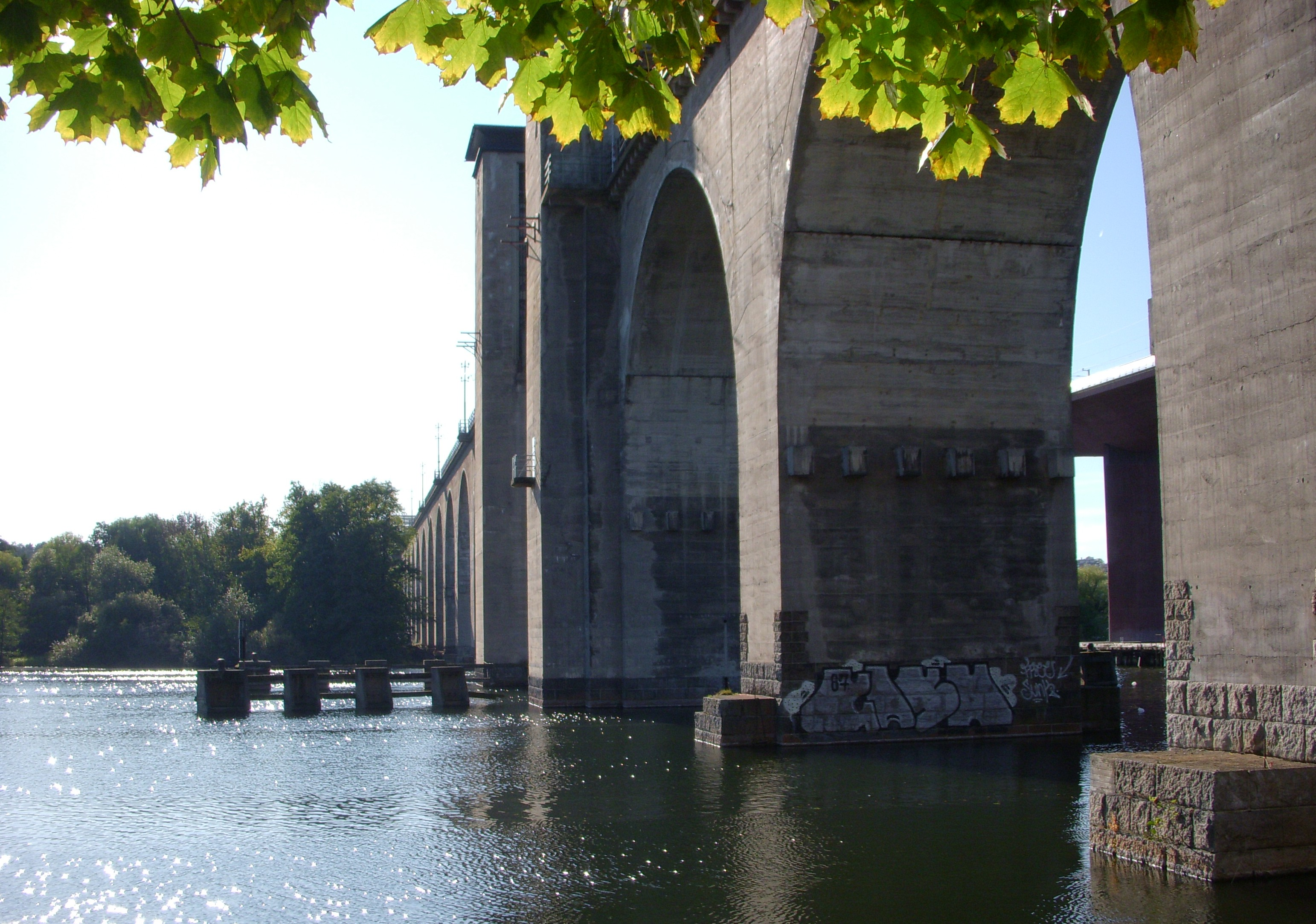
Årstabron, Stockholm, 1924
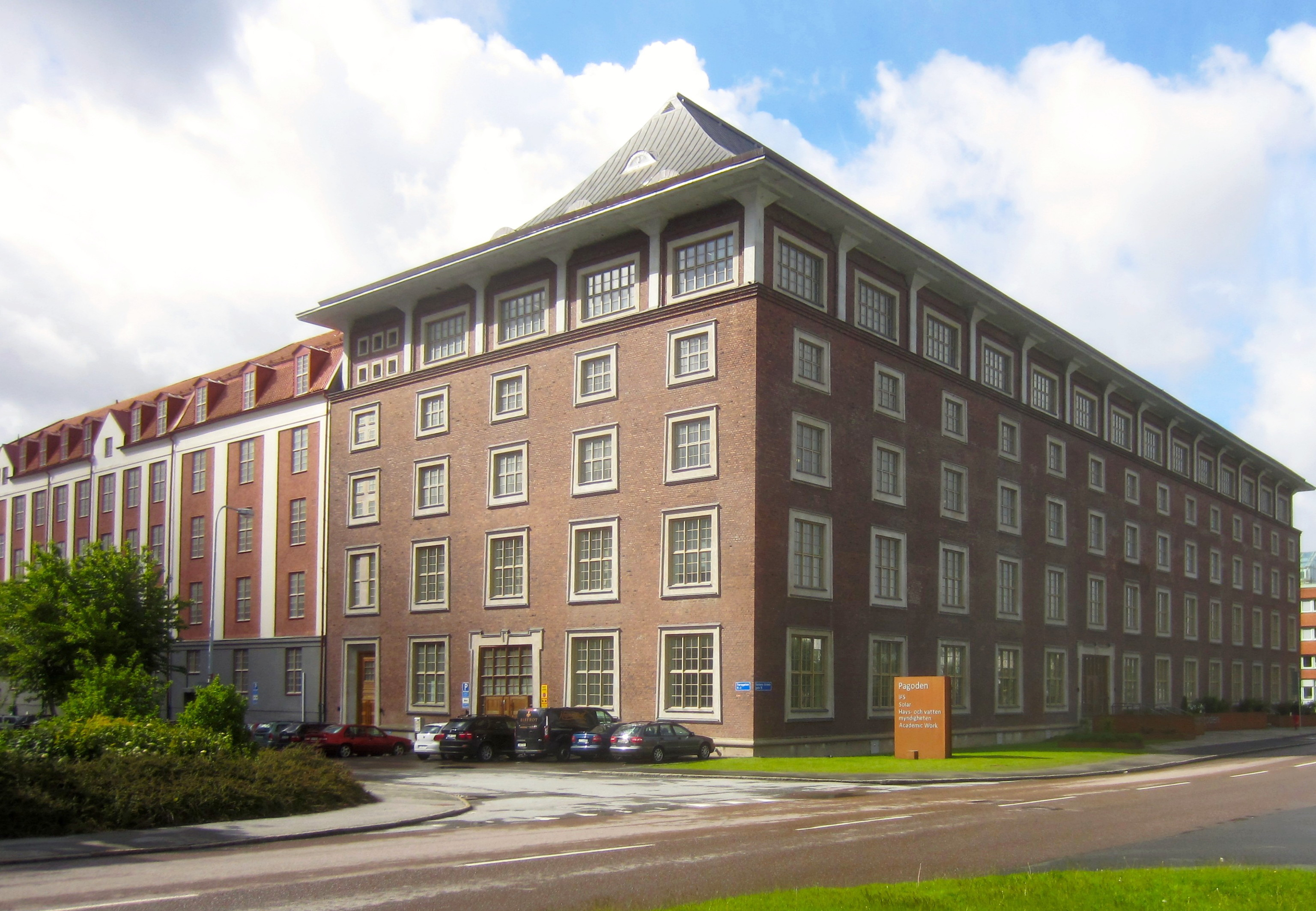
Tobaksmonopolets hus vid Gullbergs Strandgata, Göteborg, 1928–29
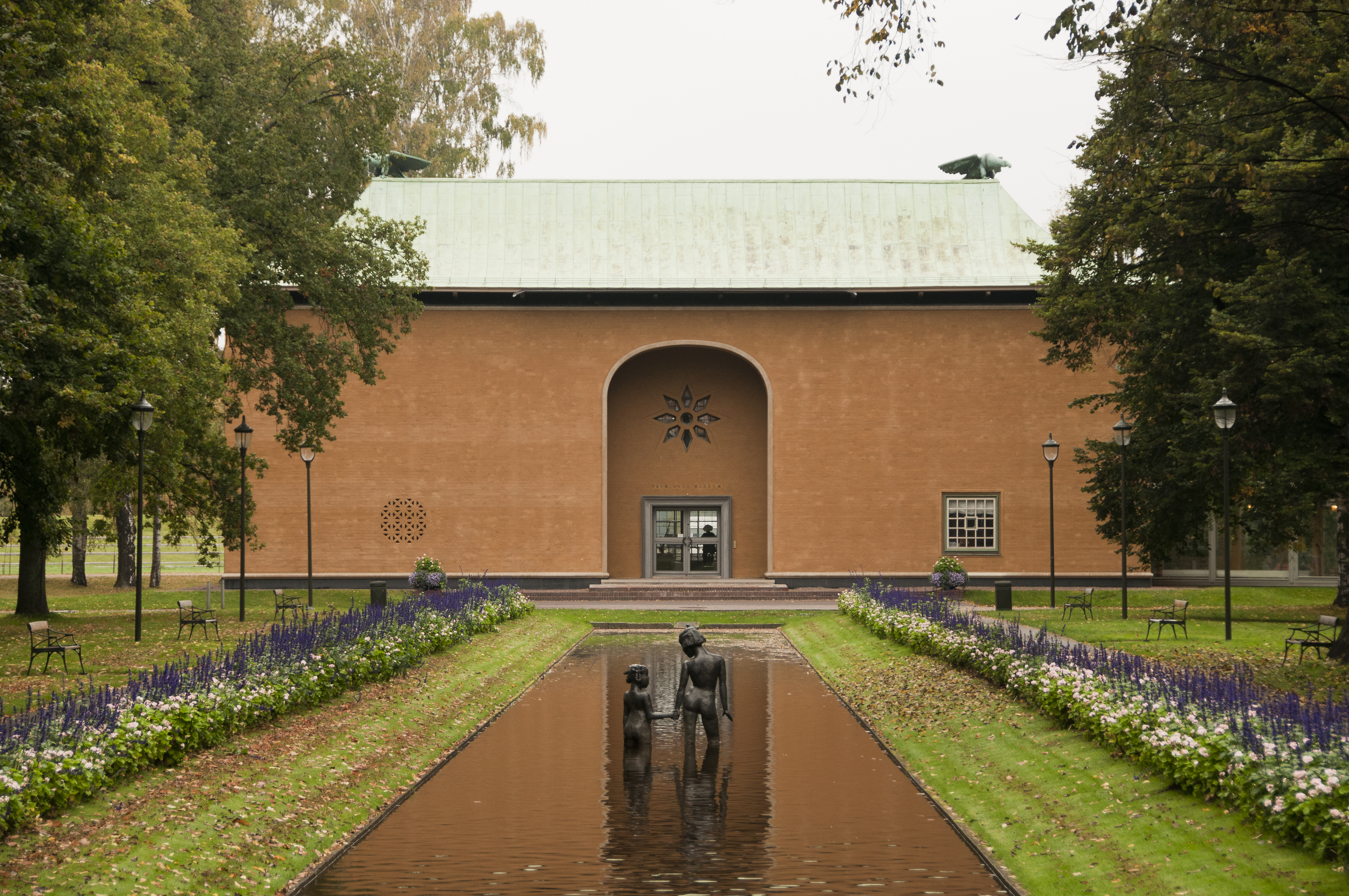
Värmlands Museum, Karlstad, 1929
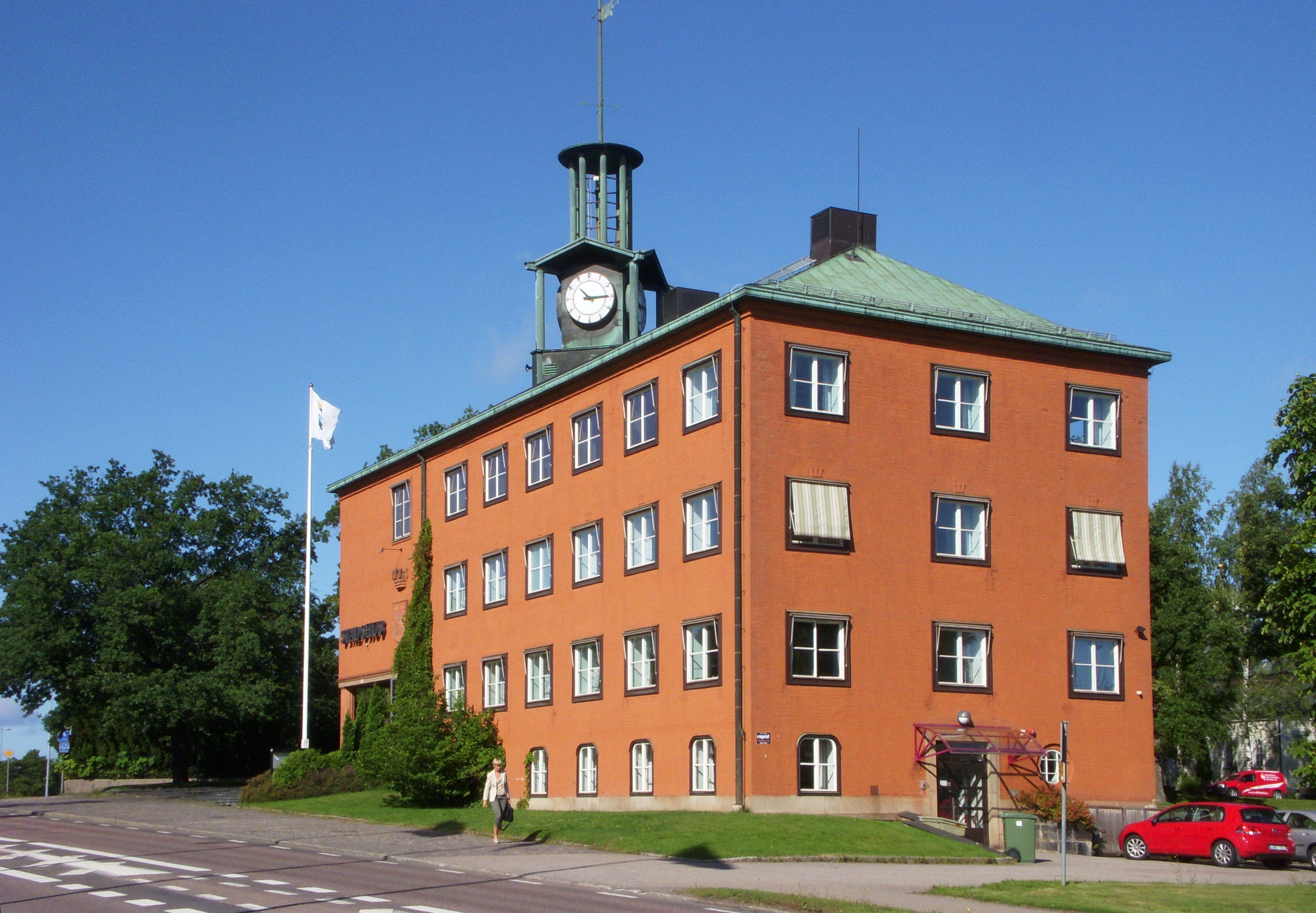
Ludvika stadshus, 1934
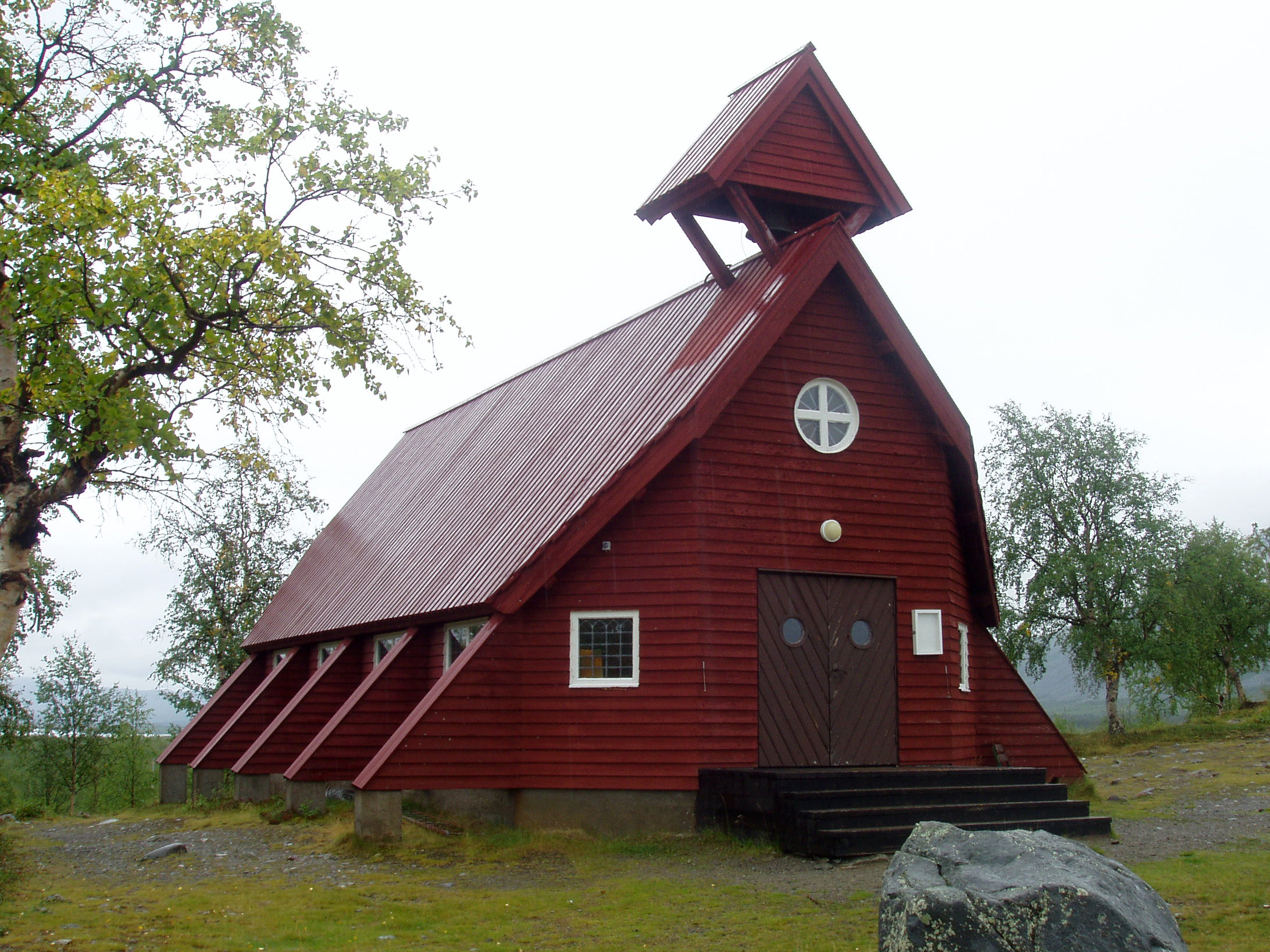
Nikkaluokta kapell, 1942

## Stockholmsverk i urval[10]
| Bild | Huvudartikel Fastighet                 | Gata                                                               | Byggår  |
| ---- | -------------------------------------- | ------------------------------------------------------------------ | ------- |
|      | Ambassadören 7                         | Dag Hammarskjölds väg 20                                           | 1925    |
|      | Ambassadören 8                         | Dag Hammarskjölds väg 22                                           | 1925    |
|      | Barnängen 6                            | Nackagatan 10–12                                                   | 1917    |
|      | Dungen 26                              | Essinge kyrkväg 13                                                 | 1959    |
|      | Flugsnapparen 7                        | Bragevägen 10                                                      | 1915–16 |
|      | Framtiden 1                            | Nynäsvägen 307–315                                                 | 1915    |
|      | Furan 7                                | Eriksbergsgatan 26                                                 | 1923–24 |
|      | Gjutaren 24                            | Sankt Eriksgatan 79, Sankt Eriksplan 8                             | 1913–15 |
|      | Gjutaren Mindre 1                      | Sankt Eriksplan 4                                                  | 1913–16 |
|      | Gjutaren Mindre 2-                     | Sankt Eriksgatan 80. Sankt Eriksplan 6 A. B                        | 1913–15 |
|      | Grannarne 3                            | Skeppargatan 49, Nybergsgatan 6                                    | 1918–19 |
|      | Herden 7 (Sankt Görans Församlingshus) | Arbetargatan 21, Sankt Göransgatan 88                              | 1927–29 |
|      | Hägerberget 57                         | Kammakargatan 14                                                   | 1931–32 |
|      | Isbrytaren 50                          | Igeldammsgatan 22, Svarvargatan 7                                  | 1917–25 |
|      | Kadetten 10                            | Karlbergsvägen 73                                                  | 1909–10 |
|      | Kadetten 11                            | Karlbergsvägen 71 A, B                                             | 1912–14 |
|      | Kornetten 10                           | Skeppargatan 84                                                    | 1922–25 |
|      | Körsbärstradet 28                      | John Ericssonsgatan 13                                             | 1935    |
|      | Monumentet 29                          | Ölandsgatan 43,45 /Götgatan 93                                     | 1925–26 |
|      | Musketören 2                           | Tysta Gatan 9                                                      | 1921–23 |
|      | Norrtälje 18                           | Eriksbergsgatan 6, Iversonsgatan 2                                 | 1926–27 |
|      | Oxhuvudet 15, 16, 17                   | Kungsgatan 32–36, Sveavägen 30, Malmskillnadsgatan 39              | 1929–31 |
|      | Paraden 2, 3, 4, 5, 6, 7, 8, 9, 10     | Valhallavägen 143–145                                              | 1932    |
|      | Päronträdet 14                         | John Ericssonsgatan 14                                             | 1934    |
|      | Riddaren 17                            | Nybrogatan 11, Riddargatan 7                                       | 1912    |
|      | Sidensvansen 6                         | Bragevägen 2, Engelbrekts Kyrkogata 5                              | 1915–16 |
|      | Sjölejonet 7                           | Luntmakargatan 78, Rehnsgatan 17                                   | 1914–16 |
|      | Styckjunkaren 2                        | Styckjunkargatan 7                                                 | 1913–17 |
|      | Städet 9                               | Sankt Eriksgatan 119–125, Norra Stationsgatan 55–57, Dalagatan 100 | 1920–24 |
|      | Torgvågen 7                            | Hötorget 13, Kungsgatan 47, Drottninggatan 72–76                   | 1915–17 |
|      | Tre vapen 4                            | Banérgatan 62                                                      | 1947    |
|      | Urnan 31                               | Karlbergsvägen 68                                                  | 1930–31 |
|      | Urnan 32                               | Karlbergsvägen 68 A, B                                             | 1930–31 |
|      | Vattuormen 33                          | Norr Mälarstrand 26, Jakob Westinsgatan 2                          | 1923–24 |
|      | Vildmannen 6                           | Biblioteksgatan 11                                                 | 1924–25 |
|      | Verdandi 6                             | Torsgatan 56                                                       | 1919–21 |